# 스톡홀름 (2018년 영화)
《스톡홀름》(영어: Stockholm, 일부 국가에서는 영어: The Captor)은 캐나다와 미국에서 제작된 2018년 범죄 코미디 드라마 영화이다. 로버트 부드로가 연출, 각본, 제작을 맡고, 노미 라파스 등이 출연하였다.

## 출연진
- 노미 라파스
- 이선 호크
- 마크 스트롱
- 크리스토퍼 하이어달
- 베아 샌토스
- 마크 렌들
- 이언 매슈스
- 존 랠스턴
- 샨티 로니
- 토르비에른 하르
- 구스타프 함마르스텐

## 기타 제작진
- 총괄 제작: 스콧 애버사노, 제이슨 블럼, 로웰 코피얼, 폴 바킨
- 공동 제작: 마레크 포시발
- 배역: 존 버컨, 제이슨 나이트
- 미술: 에이든 러루
- 세트: 제프 버틀러
- 의상: 리아 칼슨

## 같이 보기
- 스톡홀름 증후군